# Welenchiti
Welenchiti – miasto w Etiopii, w regionie Oromia.